# Anton Maver
Anton Maver, slovenski politik, * 31. oktober 1949, Ljubljana.
Od izvolitve novembra 2006 do leta 2022 je opravljal funkcijo župana Občine Mokronog - Trebelno.